# Amata discata
Amata discata är en fjärilsart som beskrevs av Druce 1898. Amata discata ingår i släktet Amata och familjen björnspinnare. Inga underarter finns listade i Catalogue of Life.